# 일본국 헌법 제87조
일본국 헌법 제87조(일본어: 日本国憲法第87条)은 일본국 헌법 제7장 "재정"의 조문 중 하나이다. 예비비에 대해 규정하고 있다.

## 조문
일본국 헌법 제87조
① 예견하기 어려운 예산 부족에 충당하기 위하여, 국회의 의결에 의거하여 예비비를 두어 내각의 책임으로 이를 지출할 수 있다.
② 모든 예비비의 지출에 대하여 내각은 사후에 국회의 승낙을 얻어야 한다.

## 해설
일반적으로 각 회계연도의 예산은 해당 회계연도가 시작하기 전에 미리 정해지지만, 회계연도 중에 갑작스럽게 예산이 부족해지는 사태가 발생할 수도 있으므로 이 경우에 내각은 예비비를 편성하여 국회의 의결을 거친 후 긴급 예산을 투입할 수 있도록 하였다. 그러나 이 과정에서 행해진 모든 지출은 사후에 국회의 승인을 받아야 한다.